# تامورا كونيوشي
تامورا كونيوشي (باليابانية: 田村邦栄؛ بالكانا: たむら くによし) هو ساموراي ياباني، ولد في 7 يوليو 1852، وتوفي في 26 فبراير 1887.